# 507th Air Refueling Wing

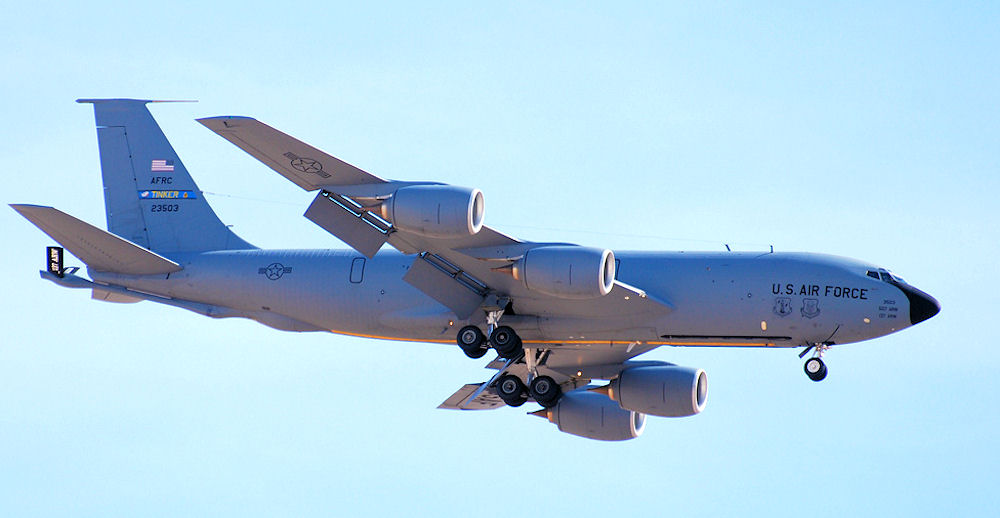
KC-135R del 465th ARS

Il 507th Air Refueling Wing è uno Stormo da rifornimento in volo della Air Force Reserve Command, inquadrato nella Fourth Air Force. Il suo quartier generale è situato presso la Tinker Air Force Base, nell'Oklahoma.

## Organizzazione
Attualmente, al settembre 2017, esso controlla:
- 507th Operations Group, striscia di coda azzurra con scritta TINKER gialla
  -  465th Air Refueling Squadron - Equipaggiato con 9 KC-135R
  - 507th Operations Support Squadron
  -  730th Air Mobility Training Squadron, distaccato presso la Altus Air Force Base, Oklahoma
- 507th Maintenance Group
  - 507th Aircraft Maintenance Squadron
  - 507th Maintenance Squadron
- 507th Mission Support Group
  - 72nd Aerial Port Squadron
  - 507th Force Support Squadron
  - 507th Security Forces Squadron
  - 507th Civil Engineer Squadron
  - 507th Logistics Readiness Squadron
- 507th Medical Squadron
- 513th Air Control Group, l'unità è associata al 552nd Air Control Wing
  - 513th Aircraft Maintenance Squadron
  - 513th Maintenance Squadron
  - 513th Operations Support Flight
  -  970th Airborne Air Control Squadron